# باب‌انار
باب‌انار شهری در جنوب استان فارس و مرکز شهرستان خفر در فاصلهٔ ۱۰۵ کیلومتری شیراز است این شهر دارای باغ‌های بسیار مرکبات و خرما می‌باشد و گل نرگس از محصولات آن است که از کیفیت و مرغوبیت بسیار بالایی برخوردار و به سایر کشورها صادر می‌گردد.

## نام
در رابطه با نام باب‌انار نقل شده چون این شهر مناسب کشت انار مرغوب است و باغ‌های انار در آن فراوانند؛ باب‌انار نامیده شده. «باب» در اصطلاح زبان فارسی معنای مناسب می‌دهد و باب‌انار در کل یعنی «مناسب انار».

## پیشینه تاریخی

آرامگاه جاماسب حکیم

خفر در زمان هخامنشیان دارای رونق بوده چنانچه در الواح گلی تخت جمشید نیز از خفر با نام «کبرپیش» یاد شده‌است. در یکی از این الواح «اَرتَخم» حاکم فسا، مزد ۱۵۰ کارگری که در بشی‌یا (فسای کنونی) و کبرپیش (خفر) کار می‌کردند از خزانه‌دار کل پارس «راتی بیندا» خواسته‌است. آرامگاه جاماسب حکیم در روستای کراده در منطقه خفر نیز مربوط به دوران هخامنشی است و نشان از رونق خفر در آن دوران دارد. قابل بیان است که در کتب مختلف کردیه چوبین خواهر بهرام چوبین و سردار سپاه ساسانی نیز از مردمان خفر بوده‌است.
در دوره ساسانیان، خفر یکی از رستاقهای کوره اردشیر خوره بود. جغرافی‌نویسان سده چهارم، خفر را ناحیه و شهری مشروب از رود سَکّان دانسته‌اند. در سده ششم شهر خفر از شهر کوار بزرگ‌تر بود و هوای لطیف، آب گوارا، غلات، میوه‌های سردسیری و گرمسیری و جامع و منبر داشت. در سده هفتم، یاقوت حموی (ذیل «خبر») آن را شهرکی نزدیک شیراز ذکر کرده‌است. در سده هشتم حمداللّه مستوفی (ص ۱۱۶–۱۳۳) خفر را شهری آباد و دارای قلعه مستحکمی به نام تیرخدا (تیرخدای؛ واقع در کوهی بلند نزدیک خفر) معرفی کرده‌است. این قلعه در سده هشتم، مدتی در اختیار حکام آل‌مظفر بود. در سده یازدهم، شاردن و تاورنیه در مسیر سفرشان از شیراز به جهرم و بندرعباس از کاروان‌سرای خفر یاد کرده‌اند.
در نیمه دوم سده دوازدهم علی مردان‌خان زند که با احمدخان ذوالقدر (حاکم جهرم) منازعه داشت، آسیبهایی به بلوک خفر رساند. در دوره ناصرالدین شاه قاجار، اعتمادالسلطنه بلوک خفر را مشروب از رود خفر، به طول شانزده و عرض نیم تا ۱٫۵ فرسخ دانسته و از شکار کبک و دراج در آنجا یاد کرده‌است. در همین دوره، فسائی نیز مطالبی از خفر آورده‌است. او بلوک خفر را به مرکزیت آبادی خفر با حدود صد خانه ذکر کرده و از فراورده‌های سردسیری و گرمسیری آنجا یاد کرده‌است. در اوایل دوره پهلوی، بلوک خفر جزو بلوکات ولایات خمسه فارس، دارای چهل آبادی و ۲۶٬۰۰۰ سکنه بود.
بخش خفر در سال ۱۳۲۳ به عنوان یکی از بخش‌های شهرستان جهرم به مرکزیت روستای باب‌انار تشکیل شد. در سال ۱۳۷۴ باب‌انار به شهر ارتقا یافت. در ۱۰ مهر ۱۳۹۸ طبق مصوبه هیئت دولت بخش خفر به شهرستان خفر ارتقا یافت و باب‌انار مرکز این شهرستان شد.

## جغرافیا

### موقعیت
شهر باب‌انار، تقریباً در شمال قسمت میانی شهرستان خفر، در فاصله حدود ۸۳ کیلومتری شمال‌غربی شهر جهرم، در دامنه جنوبی کوه گرو و در ارتفاع ۱۳۳۰ متری واقع است. رود قره‌آغاج از حدود دو کیلومتری جنوب آن می‌گذرد. باب‌انار در مسیر بزرگراه شیراز-جهرم قرار گرفته و با شهر شیراز (در شمال غربی) حدود ۱۰۷ کیلومتر فاصله دارد. همچنین این شهر به شهرهای خاوران، قطب‌آباد و کوار مرتبط است.

### آب و هوا
باب‌انار دارای آب و هوای چهار فصل است به گونه‌ای که درختانی همچون انار، مرکبات، بادام، گردو، هلو، زردآلو، انجیر، سیب، ازگیل و زیتون در این منطقه رشد می‌کنند. باب‌انار دارای آب و هوای خشک و نیمه خشک می‌باشد. بیشتر بارش‌ها در این منطقه در نیمه دوم بهمن ماه روی می‌دهد. تابستان‌های باب‌انار گرم و خشک و بدون بارندگی و زمستان‌های آن نسبتاً سرد هستند. میانگین بیشترین دمای شهر در تابستانها به °۲۹ و میانگین کمترینِ آن در زمستانها به °۱۲ می‌رسد. میانگین بارش سالانه باب‌انار ۲۶۹٫۸ میلیمتر است.

## مردم

### جمعیت
این شهر در سرشماری سال ۱۳۹۵، جمعیتی برابر با ۷٬۰۶۱ تن داشت.

### دین و زبان
مردم این شهر مسلمان و شیعه مذهب هستند و به زبان فارسی سخن می‌گویند.

## جاذبه‌ها

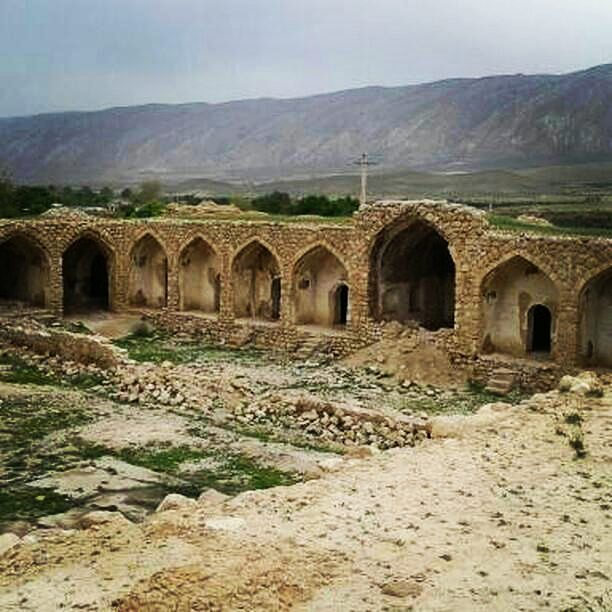
کاروانسرای آسمانجرد

طبیعت خاوران

### آثار تاریخی
- آرامگاه جاماسب حکیم
- بقعه شیخ خلیفه
- کاروانسرای آسمانجرد
- تل گورستان برایجان
- گورستان چرگ
- مقبره ناظم الملک

### مکانهای دیدنی
- آبشار مروارید شهرخفر
- آبشار باب انار
- پارک بزرگ شهر
- باغ‌های تفریحی و چشمه‌های روستاهای برایجان و نعمت‌آباد
- روستای شاخون یکی از زیباترین روستاهای استان فارس
- مقبره جاماسب حکیم
- بقعه شیخ خلیفه جزه
- قنات کرفت
- غار آب کمونه روستای کرفت
- غار تادوان روستای تادوان
- تنگ اشکفت روستای کرفت
- تل خزانه ای از بناهای تاریخی دوره ساسانیان روستای اشکوری
- قنات اشکوری روستای اشکوری
- رودخانه آبادشاپور
- پارک و فضای سبز آبادشاپور
- نخلستان آبادشاپور

### اماکن مذهبی
امامزاده ابولقاسم غربی (شاهزاده ابولقاسم) یکی از مهم‌ترین اماکن مذهبی بخش خفر است که در روستای غربی در ۴ کیلومتری مرکز خفر قرار دارد. مردم دین پرور خفر به این امامزاده اعتقاد ویژه‌ای دارند حتی از خارج از خفر هم برای زیارت این مکان مذهبی می‌آیند. در ضمن در روز عاشورا یکی از بزرگ‌ترین همایش هیئت‌های عزاداری در این مکان برگزار می‌گردد.
خفر به علت موقعیت جغرافیایی مناسب اسلامی محل دفن بیش از ۳۰ امامزاده می‌باشد از جمله:شاهزاده ابولقاسم غربی، سلطان میر احمد، امامزاده حسین شهر خفر، امامزاده سید امان الدین آبادشاپور، پیر سبزپوش شرقی، امامزاده ابراهیم گلبرنجی، امامزاده حسین خاوران، امامزاده عزیزالله باغکبیر، امامزاده مورچکی، امامزاده سید نور محمد کراده، امامزاده امیر احمد زرجان و…

## مراکز درمانی
- بیمارستان خاتم‌الانبیا
- پایگاه بهداشتی شهری باب‌انار
- مرکز بهداشتی درمانی روستایی شهر خفر
- مرکز بهداشتی درمانی آبادشاپور